# Tatár Világ
A Tatár Világ (oroszul:Татарский мир; tatárul: Татар дөньясы) 2002 júliusa óta megjelenő folyóirat Oroszországban. Kezdetben A-2-es formátumban és 12 oldal terjedelemben havonta jelent meg. 2019-ben A-3-as színes formátumban és 8 oldalon. Elsősorban a „középosztálybeli” értelmiségieknek, valamint a tatár és más nemzetiségű fiataloknak, diákoknak és középiskolásoknak szól.

## Témák
- a tatár nép története, kiemelkedő személyiségek,
- az irodalom és más művészeti ágak kiemelkedő alkotásai,
- szokások, hagyományok,
- a tatár nép mai élete, problémái,
- a Tatár Köztársaság,
- a keleti értékek, vallások, hírességek,
- a kelet 21. századi kilátásai,
- az oroszok és a tatárok közötti kapcsolatok története és jelenlegi problémái.

## Fordítás
Ez a szócikk részben vagy egészben  a(z)   Татар дөньясы (газета) című tatár Wikipédia-szócikk ezen változatának fordításán alapul.  Az eredeti cikk szerkesztőit annak laptörténete sorolja fel. Ez a jelzés csupán a megfogalmazás eredetét és a szerzői jogokat jelzi, nem szolgál a cikkben szereplő információk forrásmegjelöléseként.